# John Barrowman (Album)
John Barrowman ist das sechste Soloalbum des schottisch-US-amerikanischen (Musical-)Schauspielers und Entertainers John Barrowman MBE. Das Album stieg bis auf Platz 11 der britischen Charts und erreichte damit Barrowmans bislang beste Platzierung.
Es ist Barrowmans drittes und letztes Werk im Rahmen seines Sony-BMG-Vertrages. Dieser wurde ihm angeboten, nachdem er als Captain Jack Harkness internationale Bekanntheit erlangt hatte und dieses Publikum auf die musikalischen Anfänge seiner Karriere aufmerksam wurde. Aus diesem Grund wird das Album nicht selten als sein drittes Soloalbum bezeichnet. Die zuvor veröffentlichten Soloalben Aspects of Lloyd Webber (1997), Reflections from Broadway (2000) und JB Swings Cole Porter (2004) waren explizit auf passioniertes Theaterpublikum ausgerichtet, entstanden vor seinem Durchbruch vor der Kamera und werden daher nicht immer mitgezählt.

## Titelliste
| Nr.         | Titel                              | Musical                          | Komponisten & Texter                                                                        | Länge |
| ----------- | ---------------------------------- | -------------------------------- | ------------------------------------------------------------------------------------------- | ----- |
| 1.          | When I Get My Name In Lights       | The Boy from Oz                  | Peter Allen                                                                                 | 2:18  |
| 2.          | One Night Only                     | Dreamgirls                       | Tom Eyen (Text), Henry Krieger (Musik)                                                      | 3:26  |
| 3.          | Copacabana                         | Copacabana                       | Barry Manilow                                                                               | 3:14  |
| 4.          | I Won’t Send Roses                 | Mack & Mable                     | Jerry Herman                                                                                | 3:25  |
| 5.          | Memory                             | Cats                             | Trevor Nunn (Text nach T. S. Eliots Rhapsody on a Windy Night), Andrew Lloyd Webber (Musik) | 5:22  |
| 6.          | The Kid Inside                     | Is There Life After High School? | Craig Carnelia                                                                              | 3:39  |
| 7.          | My Eyes Adored You                 | Jersey Boys                      | Bob Gaudio                                                                                  | 3:07  |
| 8.          | Don’t Cry Out Loud                 | The Boy from Oz                  | Peter Allen                                                                                 | 4:01  |
| 9.          | So Close (Duett mit Jodie Prenger) | Enchanted                        | Stephen Schwartz (Text), Alan Menken (Musik)                                                | 3:44  |
| 10.         | Unusual Way                        | Nine                             | Maury Yeston                                                                                | 4:16  |
| 11.         | You’ll Never Walk Alone            | Carousel                         | Oscar Hammerstein II (Text), Richard Rodgers (Musik)                                        | 3:38  |
| 12.         | The Winner Takes It All            | Mamma Mia!                       | Benny Andersson, Björn Ulvaeus                                                              | 4:58  |
| 13.         | Oh What A Night                    | Jersey Boys                      | Bob Gaudio                                                                                  | 2:53  |
| Gesamtlänge | Gesamtlänge                        | Gesamtlänge                      | Gesamtlänge                                                                                 | 48:06 |

iTunes-Bonustitel (nur UK)
| Nr.         | Titel            | Songwriter                       | Anmerkung | Länge |
| ----------- | ---------------- | -------------------------------- | --- | ----- |
| 14.         | The Doctor And I | Stephen Schwartz, John Barrowman | Abwandlung von „The Wizard and I“ aus Wicked. Beschreibt die Empfindungen Captain Jacks dem Doktor gegenüber (Doctor Who). | 4:06  |
| Gesamtlänge | Gesamtlänge      | Gesamtlänge                      | Gesamtlänge | 52:12 |

## Hintergrund
Während viele Musiker am ehesten ihr Debüt-Album nach sich selbst benennen, griff Barrowman erst hiermit auf seinen Eigennamen zurück. Dies begründet er auf seiner Homepage damit, das Album sei sein bis dato persönlichstes Werk und erfülle einen lang gehegten Herzenswunsch; jeder einzelne gewählte Titel habe eine große persönliche Bedeutung für ihn. WalesOnline, dem Portal von Media Wales, gab er zu jedem Titel eine kurze Begründung für die Relevanz eben jenes Titels in seinem Leben (siehe #Liederwahl). In den Liner Notes seines Albums schreibt er:

“This album is titled John Barrowman, not because I couldn’t come up with an alternative (I know that’s what you’re thinking) but because this mix of songs is more autobiographical than any I’ve recorded before. I adore all of these songs and many have a connection to my family or my roots as a performer. My eight year-old self, the ‘Boy from Glasgow,’ would have belted out When I Get My Name in Lights and when that boy got a little older, he heard One Night Only at a dinner theatre production of Dreamgirls. My mum asked me, ‘Is this what you want to do?’ Oh yes! The haunting Celtic arrangement of Memory is for my mum, Marion, who taught me how to sing and always to remember. So Close is for my niece, Clare, who, like me, believes in ‘famous happy endings’ no matter what. I picked I Won’t Send Roses because, well, I don’t. The song is for Scott, my partner, because despite my love for him and for all things enchanted, I’m not very romantic. I fell in love with Unusual Way when my vocal coach, Roy Mote, introduced it to me. Only women sing it, he said, but he knew I was up for the challenge. I loved its lyrics. I’m now singing it for you. My Eyes Adored You returns me to my youth in Prestbury and my best friend, Laura Mickey. We’d often perform ABBA tunes [The Winner Takes It All] in her basement and although there was never any romance between us, she was the girl I adored while growing up. And what album of mine would be complete without a number from my friend and musical inspriation, Barry Manilow. Who doesn’t love Lola? […] Finally, the song that was toughest to record without a tear (if my mum greets [weint] I know it’s good) is from Carousel. My Papa [Opa] Butler used to sing You’ll Never Walk Alone to my mum who in turn sang it to me. Thanks to her and my dad, my family and Scott, I’ve never had to.”

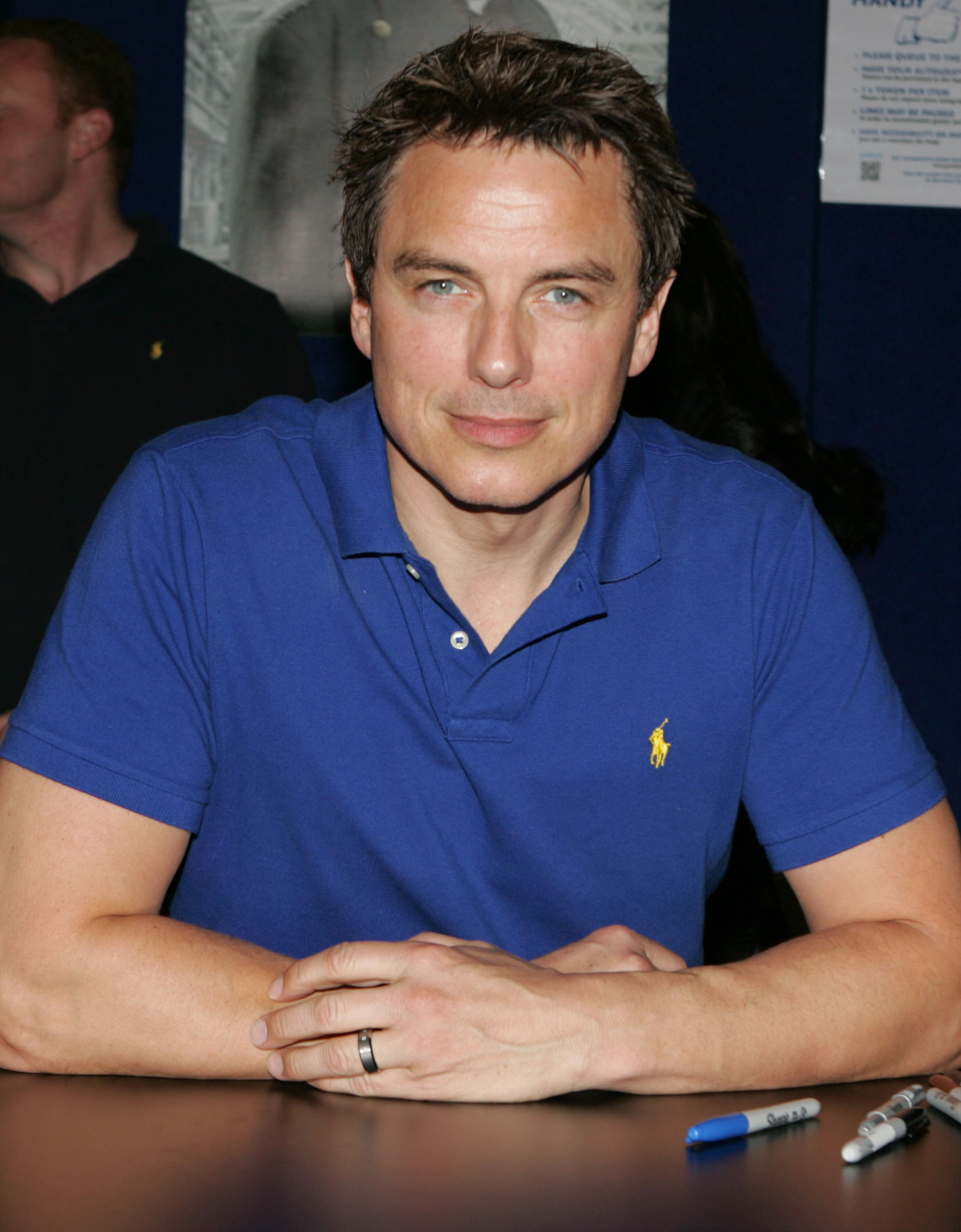
John Barrowman, 2014

Barrowman begann seine berufliche Laufbahn als Musicalsänger. Seinen Durchbruch auf den großen internationalen Bühnen feierte er bereits 1989 im Abschlussjahr seines Universitätsstudiums mit Anything Goes im Londoner West End. In den 1990er- und frühen 2000er-Jahren nahm er bereits eine Reihe von Studioalben auf, darunter sowohl Ensemble-Alben einzelner Theaterstücke (Bsp. Hair, Grease, Phantom der Oper) als auch Soloalben mit einer Zusammenstellung verschiedener Musical-Hits (Reflections from Broadway, Aspects of Lloyd Webber, JB Swings Cole Porter). Für seine Hauptrolle in Anything Goes erhielt er eine Olivier-Nominierung. Als er mit seiner Rolle als Captain Jack Harkness in Doctor Who einem internationalen Publikum bekannt wurde und mit Torchwood eine eigene Ablegerserie erhielt, wechselte sein beruflicher Fokus zunehmend zur Arbeit vor der Kamera in Filmen, Serien und der Moderation verschiedener BBC-Fernsehshows. Die anhaltende Popularität des Captain Jack auch in Hörspielen, Büchern und auf internationalen Messen wie der Comic Con ermöglichte ihm jedoch zugleich, seine Liebe zur Musik und sein Unterhaltungstalent auch abseits der Theaterbühnen zum Beruf zu machen und Konzerthallen im Vereinigten Königreich zu füllen.
In der Folge erhielt er einen Studiovertrag mit Sony BMG und nahm im Rahmen dessen drei Soloalben auf: Nach Another Side (2007) und Music Music Music (2008), welche hauptsächlich Pop- und Country-Cover sowie Barrowmans erste eigene Single „What About Us?“ (geschrieben von Gary Barlow OBE) enthalten hatten, wandte er sich mit seinem dritten Sony-Album wieder dem Musical zu. Diese Rückkehr zu seinen Wurzeln wurde eingeleitet durch seine Hauptrolle als Zaza bzw. Albin im West-End-Revival von La Cage aux Folles (2009). Das Musical-Kompilationsalbum John Barrowman erschien schließlich am 1. März 2010, Produktion und Vermarktung erfolgten über das Sony-Label Arista. Alle Arrangements seiner Coversongs stammen von Barrowman und seinem musical director (vgl. Musikdirektor) Matt Brind.
Dem Album folgte eine Tournee von 23 Konzerten, davon 19 in England, zwei in Schottland (Glasgow und Edinburgh) und zwei in Wales (Cardiff und Llandudno).

## Rezension
“John Barrowmans neues Album zeigt ihn in Topform. Seine kraftvolle Stimme getragen von solider Gesangstechnik, eine intelligente Liedwahl und einfühlsame Arrangements garantieren schon jetzt den Erfolgshit dieses neuen Albums. Der kesse Opener When I Get My Name in Lights entstammt The Boy from Oz, Australiens erstem Broadway-Hitmusical. Damals gewann Hugh Jackman unter anderem den Tony Award für seine Darstellung des Singer-Songwriters Peter Allen – eine Rolle, die auch dem magnetisierenden Barrowman wie auf den Leib geschnitten wäre.
One Night Only ist ein wahres Vorzeigeobjekt für die beneidenswerten Fähigkeiten des Sängers, einzelne Töne beeindruckend lange zu halten, die Stimme sanft ins Falsett gleiten zu lassen und die Emotionen der von einem Lied erzählten Geschichte in seinem Gesang nachzuempfinden. Dann wird das Tempo angezogen und er erhält Unterstützung durch einen rein weiblichen Hintergrundchor – eine Hommage an den Ursprung des Liedes in Dreamgirls, dem Film über die Karriere von The Supremes. Copacabana wirkt durch Barrowmans freche Darbietung wieder neu und quicklebendig, Klavier- und Blechbläser-Zwischenspiele untermalen das grelle Nachtclub-Setting.
Das nachdenkliche Liebeslied Unusual Way aus Nine wird mit einer großen Liebe zum Detail umgesetzt, verstärkt durch eine lückenlose Gesangslinie und einem Arrangement, bei dem der Zuhörer fühlt, wie der Atem von Sänger und Orchester verschmelzen. Die warme Streicherfolge ruft die ruhmvollen Zeiten der Zusammenarbeit zwischen Arrangeur Gordon Jenkins und Nat King Cole in Erinnerung. Barrowmans schlichte Verarbeitung zweier ganz ungekünzelter Lieder, My Eyes Adored You und Don’t Cry Out Loud, ist ein Ohrenschmaus, doch auch er kann The Kid Inside (aus der Show Is There Life After High School?, welche es 1982 nur auf 14 Aufführungen am Broadway brachte) nicht retten. Jodie Prenger singt ein Duett mit Barrowman (So Close, ein Lied aus dem Disney-Film Enchanted), hinterlässt dabei allerdings keinen bleibenden Eindruck.
Und gerade in dem allzu vertrauten Repertoire wirkt Barrowman Wunder: Sänger und Orchester geben sich lustvoll dem zweiten machtvollen Anschwellen von You’ll Never Walk Alone hin, doch besonders die Präsentation des ersten Refrains ist einfach wunderschön und das Ende auf exquisite Weise abgetönt, wie es in der ursprünglichen Gesangspartitur zu Carousel geschrieben steht. I Won’t Send Roses ist eine weitere berührende Interpretation mit gutplatziertem, kurzweiligem Höhepunkt und einem Traum von einer lang gehaltenen, weichen Note am Ende. Memory reißt mit durch ausgezeichnete Phrasierung, eine intelligente Lesart der Worte und einem Arrangement, das zu seiner frischen Interpretation noch weitere Farbe hinzufügt.
Durch die ganze Sammlung zieht sich der rote Faden der hervorragenden Zusammenarbeit des Sängers mit Arrangeur/Dirigent Matt Brind. Ihnen beiden muss zu diesem Werk gratuliert werden.”

## Mitwirkende
Folgende Angaben sind den Liner Notes des Albums entnommen, wie sie online von Barnes & Noble zusammengefasst wurden:
| Gesang - John Barrowman: Hauptstimme - Mae McKenna: Hintergrundgesang - Carol Kenyon: Hintergrundgesang - Phil Nicoll: Hintergrundgesang - Jodie Prenger: Hauptstimme (Duett) Instrumente - Andy Findon: Keltische Querflöte - Phil Todd: Querflöte, Piccoloflöte, Altsaxophon, Sopransaxophon - Dave Bishop: Klarinette, Querflöte, Altsaxophon - Jamie Talbot: Klarinette, Tenorsaxophon - Martin Robertson: Klarinette, Tenorsaxophon - Richard Berry: Waldhorn (Doppelhorn) - Martin Owen: Waldhorn - Michael Thompson: Waldhorn - Andy Wood: Tuba, Bassposaune, Tenorposaune - Michael Hext: Tenorposaune - Mark Nightingale: Tenorposaune - Sue Bohling: Oboe - Stuart Brooks: Trompete - Simon Gardener: Trompete - Tom Rees-Roberts: Trompete - Matt Brind: Klavier, Keyboards - David Hartley: Klavier, Keyboards - Adam Goldsmith: Gitarre - Steve Pearce: E-Bass - Ralph Salmins: Schlagzeug - Luis Jardim: Latein-Percussion (Bongos, Vibraslaps etc. aus dem lateinamerikanischen Jazz) | Produktion - Matt Brind: Arrangeur, Musikdirektor, Orchester-Arrangeur - Martin Koch: Produzent, Toningenieur, Orchester-Arrangeur - Nick Gilpin: Produzent, Toningenieur - Gordon Charlton: Executive Producer (Geschäftsführer) - Lucy Whalley: Vertreterin des vertragsgebenden Unternehmens [Sony BMG] Komposition - Henry Krieger: Komponist - Alan Menken: Komponist - Andrew Lloyd Webber: Komponist - Richard Rodgers: Komponist - Tom Eyen: Texter - Oscar Hammerstein: Texter - Trevor Nunn: Texter - Stephen Schwartz: Texter - Peter Allen: Komponist, Texter - Benny Andersson: Komponist, Texter - Carole Bayer Sager: Komponist, Texter - Craig Carnelia: Komponist, Texter - Bob Crewe: Komponist, Texter - Jack Feldman: Komponist, Texter - Bob Gaudio: Komponist, Texter - Jerry Herman: Komponist, Texter - Barry Manilow: Komponist, Texter - Kenny Nolan: Komponist, Texter - Judy Parker: Komponist, Texter - Bruce Sussman: Komponist, Texter - Björn Ulvaeus: Komponist, Texter - Maury Yeston: Komponist, Texter |

## Liederwahl
1. When I Get My Name In Lights (The Boy from Oz)
Im Musical The Boy from Oz wird dieses Stück im ersten Akt vom jungen Peter Allen (damals Peter Woolnough) gesungen, der im ländlichen Australien von einer Karriere auf der Bühne träumt. Im Anschluss singt der nun erwachsene Peter das Lied noch einmal in einer leicht abgewandelten Version (Reprise)
Barrowman begründete die Wahl im Interview so:

“Ich habe das Album ähnlich wie eine Show strukturiert, es gibt einen roten Faden, eine Geschichte wird erzählt und die betrifft mich sehr persönlich. Dieses Lied fasst ziemlich gut zusammen, wie ich mich als achtjähriger im mittleren Westen gefühlt habe, südlich von Chicago, aufgewachsen in dem Bewusstsein, dass ich wirklich mein Leben dieser Berufung verschreiben möchte. Es ging nicht so sehr darum, meinen Namen in leuchtenden Buchstaben zu sehen, doch ich wollte ein Teil von etwas sein, das größer war als ich selbst. Und, sieh mal, Anerkennung zu erhalten und bekannt zu sein ist eben ein Aspekt der Unterhaltungsindustrie. Ich habe nie verstanden, warum manche Leute das leugnen wollen.”

2. One Night Only (Dreamgirls)
Im zweiten Akt des Musicals Dreamgirls entschuldigt sich C.C. bei Effie für die Behinderung ihrer Karriere und lässt sie seinen Song „One Night Only“ in seiner ursprünglichen Form als Soul-Ballade aufnehmen. Das Lied erklimmt die Charts und sorgt für Neid bei Curtis, der mit Bestechungsgeldern versucht, die gleich im Anschluss dargebotene Disco-Version des Liedes von Deena and the Dreams noch erfolgreicher werden zu lassen und Effies Sieg zu schmälern. Das Lied selbst handelt von einer sich anbahnenden Liebesgeschichte, der nur Zeit für ein One-Night-Stand bleibt.
Barrowman begründete die Wahl im Interview so:

“Dieses Lied bringe ich mit dem Augenblick in Verbindung, an dem meine Mutter wirklich verstand, was ich mit meinem Leben anfangen wollte. Wir sahen uns gemeinsam Dreamgirls an und während der ersten Pause wandte sie sich zu mir und sagte ‚Das ist genau das Richtige für dich, nicht wahr? Das ist es, was du möchtest.‘ Natürlich hat das die Welt für mich bedeutet, ich hatte ihr nie zuvor von meinen Ambitionen erzählt, es war einfach die Intuition einer Mutter, eines dieser Dinge, bei denen man ihnen nichts vormachen kann. Und wenn man überlegt, dass ich noch am Tag zuvor ein Gespräch mit dem Berufsberater der Schule hatte und er mich und meine Ambitionen im Grunde ausgelacht hatte, bis ich wieder draußen war, kann man sehen, wie wichtig dieser Moment für mich war.”

3. Copacabana (Copacabana)
Das Musical Copacabana wurde 1985 von Barry Manilow als Fernsehfilm geschrieben. Die Geschichte basiert auf seinem gleichnamigen Lied von 1978. Dieses handelt von der jungen Möchtegernsängerin Lola, die als Animierdame im New Yorker Nachtclub Copacabana arbeitet. Ihr Liebhaber Tony, ein Barkeeper des Clubs, wird von einem Mafiaboss mit amourösem Interesse an Lola ermordet. 30 Jahre später ist sie über seinen Tod und ihr Karriereende nicht hinweggekommen und lebt ganz und gar in der Vergangenheit.
Barrowman begründete die Wahl im Interview so:

“Hier komme ich ein bisschen ins Schwelgen. All meine bisherigen Alben haben eine Nummer von Barry Manilow enthalten, und diese ist vielleicht seine beste überhaupt in Bezug auf die Geschichte, die sie erzählt. Es ist eine so überzeugende, beinahe epische Erzählweise. Wie dem auch sei, wann immer ich ein Lied covere, sende ich es zuvor den Autoren zu, um zu erfahren, was sie von meiner Version halten. [Barry Manilow] kenne ich so nun schon seit drei Jahren. Inzwischen sind wir schon zusammen aufgetreten, beim Festival Proms in The Park zum Beispiel, und er ist einfach großartig, hat einen bösen Sinn für trockenen Humor und einen cleveren Verstand. Und er meinte, dies sei vielleicht die beste Version, die er je von einem seiner Lieder gehört habe. Das hat mir ganz schön Auftrieb gegeben, kann ich Ihnen sagen.”

4. I Won’t Send Roses (Mack and Mabel)
Das Musical Mack and Mabel erzählt die Lebensgeschichte eines ungleichen Liebespaares, wobei die junge Lieferantin und Möchtegern-Schauspielerin Mabel sich recht früh in Stummfilmregisseur Mack verliebt und ihm immer wieder Avancen macht, Mack allerdings nicht viel für Romantik und langfristige Liebesbeziehungen übrig hat und sich nur widerstrebend auf sie einlässt. Er verlässt sie nach der ersten gemeinsamen Nacht und gesteht sich seine Gefühle erst ein, nachdem Mabel bereits an Tuberkulose verstorben ist. Als Filmemacher ersinnt Mack nachträglich ein Happy End für ihre Geschichte.
Barrowman begründete die Wahl im Interview so:

“Jerry Herman, der dieses Stück geschrieben hat, ist einer der ganz großen in der Geschichte des Musiktheaters. Er war schon der kreative Kopf hinter La Cage Aux Folles, worin ich in London gespielt habe und eine großartige Zeit hatte. Daher wusste ich, dass eines seiner Lieder seinen Weg auf dieses Album finden müsste. Dieser Titel erzählt von einer Beziehung zwischen zwei sehr unterschiedlichen Partnern; einer sehr zärtlich und romantisch, der andere zeigt seine Liebe auf andere Art, daher der Titel des Stückes. In meiner eigenen Beziehung bin ich derjenige, der sich weigert, Rosen zu schicken. Scott [Gill; Barrowmans Ehemann] liegt mir damit immer in den Ohren und ich kann nur sagen: ‚Nach 16 Jahren Beziehung kannst du doch nicht mehr bezweifeln, wie sehr ich dich liebe, aber so jemand bin ich einfach nicht‘.”

5. Memory (Cats)
„Memory“ ist Andrew Lloyd Webbers bis heute erfolgreichstes Stück. Den Text schrieb Trevor Nunn, er basiert auf T. S. Eliots Gedicht Rhapsody on a Windy Night. In ihrem Musical Cats wird das Lied gesungen von Grizabella, der ehemaligen Glamour-Katze, die nun nur noch ein Schatten ihres Selbst ist. Der Song ist ein nostalgischer Rückblick auf ihre Vergangenheit und drückt ihren Wunsch aus, ein neues Leben zu beginnen. „Memory“ wird im Handlungsverlauf mehrmals gesungen. Gegen Ende des Musicals markiert er den Wende- und Höhepunkt der Handlung.
Barrowman begründete die Wahl im Interview so:

“Bei diesem Lied hatte ich meine Bedenken, denn sonst sind es Frauen, die sich dieser Nummer annehmen. Matt [Brind, Barrowmans Musikdirektor] bestand aber darauf, dass wir sie uns zu eigen machen können, und er hatte recht. Ich habe dieses Lied für das Album ausgewählt, weil darin ein Rat mitschwingt, den mir meine Mutter einmal gab – es ist wichtig, sich stets an die Menschen zu erinnern, die dir auf deinem Lebensweg geholfen haben. Ich schätze, Matt ist einer von diesen Menschen, seit Jahren ist er nun mein Musikdirektor, auf Tourneen, in einzelnen Shows und im Studio ebenfalls.”

6. The Kid Inside (Is There Life After High School?)
„The Kid Inside“ eröffnet den ersten Akt des Musicals Is There Life After High School?, verfasst 1982 von Craig Carnelia nach dem gleichnamigen Bestsellerroman von Ralph Keyes (The Post-Truth Era, 2004).
Barrowman begründete die Wahl im Interview so:

“Nun ja, als ein bald 43-jähriger Mann hoffe ich, dass ich weiterhin in der Lage bin, das Kind in mir zu finden. Ganz ehrlich, beinahe jeden Tag fühle ich mich, als sei ich noch in der Schule; immer noch bin ich gespannt, was mir das Leben zu bieten hat. Man braucht doch diesen Enthusiasmus, denn wo ist sonst der Sinn in all dem? Ich denke auch, dass eine kindliche Herangehensweise an das Leben manchmal nötig und wichtig ist, um uns zu ermutigen, Risiken einzugehen, sowohl beruflich als auch privat. Natürlich sollte man die eigene erwachsene Stimme nicht völlig ignorieren, die Stimme der Vernunft, die dich zur Vorsicht ruft. Die ist ebenso wichtig.”

7. My Eyes Adored You (Jersey Boys)
Im Musical Jersey Boys (um die Geschichte der Rock-’n’-Roll-Gruppe The Four Seasons, geschrieben von deren Mitglied Bob Gaudio) singt Frankie Valli dieses Lied gegen Ende des ersten Aktes (Sommer), nachdem seine Ehe mit Mary wegen seiner ständigen Tourneereisen endgültig zerbricht und er sich von seinen Töchtern verabschiedet.
Barrowman begründete die Wahl im Interview so:

“In meiner Jugend im Illinois der 70er-Jahre hatte ich eine sehr enge Freundin, Laura Mickey [sie brachte ihm auch seinen US-amerikanischen Akzent bei]. Wir gingen nie miteinander aus oder ähnliches aber wir standen uns nahe. Ich stand extra früh auf, damit ich zu ihrem Haus gehen und wir uns gemeinsam für die Schule fertig machen konnten, Sie wissen schon, sich gegenseitig die Haare kämmen und einfach füreinander da sein. Wir haben einander vergöttert. Und dann habe ich sie, nach dem ich von zu Hause weggegangen bin, etwa 20 Jahre lang nicht gesehen. Wir haben uns Mails geschrieben und miteinander gesprochen, aber getroffen haben wir uns nicht mehr, bis ich die BBC-Dokumentation Making of Me gedreht habe, das war ein fantastischer, emotionaler Moment. Sie ist nun dreifache Mutter und nach wie vor ein großartiger, wunderbarer Mensch.”

8. Don’t Cry Out Loud (The Boy From Oz)
Im Musical The Boy from Oz erinnert sich der sterbende Peter Allen zum Ende des zweiten Aktes daran, wie seine Mutter Marion Woolnough ihm diese Parabel als Kind einmal vorsang. Der erwachsene Peter bringt es nicht übers Herz, ihr von seiner AIDS-Erkrankung zu erzählen.
Barrowman begründete die Wahl im Interview so:

“Ich wollte immer in The Boy From Oz auftreten aber bisher ergab sich keine Gelegenheit. Es war immer ein Ziel von mir, solange ich denken kann. Dieses Lied war in Amerika ein großer Hit, hier [in Großbritannien/Europa] ist es allerdings nicht so bekannt. Früher sang ich es zu Hause, wenn niemand da war. Mir war ein sogenanntes Track-Tape in die Finger gekommen – das ist eine instrumentale Version eines Liedes – diese Kassette ließ ich laufen und sang dazu. Eines Tages war ich – wie ich meinte – allein zu Hause und sang es, bis ich nicht mehr konnte. Als ich die letzte Note zum letzten Mal sang, kam meine Mutter ins Wohnzimmer und sagte: ‚Das war hübsch.‘ Verdammt!”

9. So Close (Enchanted) – Duett mit Jodie Prenger
„So Close“ stammt aus dem Disney-Märchenfilm Verwünscht (Enchanted) von 2007. Sänger Jon McLaughlin tritt darin bei einem Hofball auf und singt dieses Lied. Einige Verse werden außerdem von Hauptfigur Robert (Patrick Dempsey) mitgesungen. Das Lied handelt von zwei unglücklich Verliebten und der Hoffnung auf ein Happy End.
Barrowman kommentierte sein Duett mit Jodie Prenger im Interview so:

“Jodie, die ich während I’d Do Anything kennen gelernt habe, spielt auf gewisse Art eine große Rolle in meinem Leben. Ich wusste, dass sie großes Potential hatte, deshalb habe ich sie in der Show derart unterstützt. Sie so aufblühen zu sehen war eine sehr belohnende Erfahrung. Wir haben schon früher zusammen gesungen, aber dieses Lied gemeinsam im Studio aufzunehmen und zuzusehen, wie sie ungeahnte Kraft in ihrer Darbietung entfaltet, hat mich wirklich begeistert.”

10. Unusual Way (Nine)
Im Musical Nine eröffnet „Unusual Way“ den zweiten Akt. Claudia Nardi singt das Liebeslied, als sie sich von Guido Contini verabschiedet, der ihre Liebe nicht erwidern kann.
Barrowman begründete die Wahl im Interview so:

“Dieses Lied singe ich schon seit langer Zeit, habe es aber nie wirklich öffentlich dargeboten. Als ich noch in der Schauspielschule war, arbeiteten mein Gesangslehrer Roy Mote und ich in den Übungsräumen viele Stunden an diesem Stück. Weil es aber einer Frauenrolle entstammt, ist damals nichts anderes daraus geworden, so etwas gab es damals einfach nicht. Es beschreibt meine Gefühle den Menschen gegenüber, die mir sehr wichtig sind, die mein Herz in ihrer Hand haben.”

11. You’ll Never Walk Alone (Carousel)
Die heute überwiegend aus dem Fußball (insbesondere vom F.C. Liverpool) bekannte Hymne „You’ll Never Walk Alone“ stammt ursprünglich aus dem Rodgers&Hammerstein-Musical Carousel. Gesungen wird sie darin von Hauptfigur Julie Jordan, nachdem sie ihren erstochenen Ehemann Billy Bigelow findet. Sie bereut, ihm zu Lebzeiten nie ihre Liebe gestanden zu haben. Um Hoffnung zu schöpfen und Kraft zu sammeln, beginnt sie dieses Lied, doch die Emotionen übermannen sie und sie kann es nicht beenden. Ihre Cousine Nettie übernimmt und sichert mit dem Lied Julie ihre Zuneigung und Unterstützung zu.
Barrowman begründete die Wahl im Interview so:

“Meinen Großvater, den Vater meiner Mutter, habe ich nie kennen gelernt. Dieses Lied hat er ihr zum Einschlafen vorgesungen, und sie wiederum sang es mir und meiner Schwester vor. So einfach ist es hier. Für mich ist dieser Titel eine Art, die Hand nach jemandem auszustrecken, den ich nie gekannt habe, und meine Familie zu feiern und natürlich ist es auch einfach ein wundervolles Lied – eines, das man sich nicht anhören kann, ohne ein bisschen feuchte Augen zu bekommen.”

12. The Winner Takes It All (Mamma Mia!)
Mit dem ABBA-Hit „The Winner Takes It All“ bricht im Musical Mamma Mia! aus Hauptfigur Donna bei ihrem ungeahnten Wiedersehen die Verzweiflung über den 20 Jahre zurückliegenden Verlust ihrer großen Liebe Sam heraus.
Barrowman begründete die Wahl im Interview so:

“Ich befürchte, ich werde nochmals etwas schwelgen. Dies ist eine großartige, gewaltige Belt-Nummer zum Höhepunkt der Parabel des Albums, es ist gewissermaßen sein triumphaler Klimax. Es ist die Art von Komposition, die sagt: ‚Sieh uns an, wir haben es geschafft!‘”

13. Oh What A Night! (Jersey Boys)
Im Musical Jersey Boys (um die Geschichte der Rock-’n’-Roll-Gruppe The Four Seasons, geschrieben von deren Mitglied Bob Gaudio) denkt Bob Crewe im zweiten Teils des ersten Aktes (Sommer) an die Nacht zurück, in der er seine Jungfräulichkeit verlor. Der vollständige Titel des Four-Seasons-Liedes lautet „December, 1963 (Oh, What a Night)“.
Barrowman begründete die Wahl im Interview so:

“Dieses Stück fasst alle Elemente meiner Darbietung zusammen, die die Zuschauer meiner Shows zu erwarten scheinen. Es ist ziemlich spaßig, ein bisschen frech, ein Stück weit eine augenzwinkernde Darbietung. Deshalb wollte ich dieses Lied mit dabei haben; es ist ein Vorgeschmack dessen, was die Leute erleben werden, wenn sie zu einem meiner Auftritte kommen.”

### The Doctor and I
Während die Lieder des Haupt-Albums ausnahmslos Arrangements bekannter Musical-Stücke sind, gab es für den Bonustitel der iTunes-Veröffentlichung des Albums doch noch größere Veränderungen: Das Lied „The Wizard and I“ (der Zauberer und ich) aus Stephen Schwartz’ Musical Wicked wurde mit Schwartzes Unterstützung so umgeschrieben, dass es zu Barrowmans Figur in der Sci-Fi-Kultserie Doctor Who passte. Geringfügige Veränderungen, der Austausch weniger Worte, genügten dabei zur Anpassung und Abstimmung auf die Beziehung zwischen dem Doktor und Captain Jack. So wurden aus den „Munchkins“ die „Oods“, aus „Elphaba“ „Jack, my boy“, „de-greenify“ zu „de-fabricate“ und natürlich aus dem Zauberer der Doktor.

“Ich muss noch erwähnen, dass es einen iTunes-beschränkten Bonustitel gibt, den man mit dem Onlinekauf des Albums erwerben kann. Es ist eine Überarbeitung von „The Wizard and I“, welche ich gemeinsam mit dem ursprünglichen Komponisten, Stephen Schwartz, erarbeitet habe, um meine Zeit bei Doctor Who widerzuspiegeln. Für die erste Staffel bin ich noch zwischen London und Cardiff gependelt (bevor ich schließlich mein Haus in Sully gekauft habe) und habe im Auto die Ensemble-Aufnahme von Wicked gehört. Von Tür zu Tür lief die CD genau zweimal durch und bei diesem Titel spielte ich mit dem Text und machte ihn zu einer Geschichte über mich und den Doktor. Es geht eigentlich darum, wie sehr diese Show mein Leben verändert hat und wie dankbar ich den Fans dafür bin.”